# Жефлешти (Алба)
Жефлешти (рум. Jeflești) насеље је у Румунији у округу Алба у општини Видра. Oпштина се налази на надморској висини од 900 m.

## Становништво
Према подацима из 2002. године у насељу је живело 24 становника, од којих су сви румунске националности.